# 兰斯管理学院
兰斯管理学院（Reims Management School，缩写RMS）是位于法国马恩省兰斯市的一所高等商科学院，由4所学院和一些专业项目重组而成，每年在校法国和国际学生约3500人。目前学院通过了EQUIS (European Quality Improvement System) 以及AMBA认证。2013年，学校与鲁昂高商合并成为 NOEMA 商学院。

## 历史
兰斯高等商学院（École Supérieure de Commerce de Reims）成立于1928年，校址在兰斯市中心，并于1970年移至新校址，即目前的一校区。1999年学校正式更名为兰斯管理学院，并于2004年完成二校区的扩张。

## 项目设置

### MBA
- 工商管理硕士 : 适应年轻的管理者提供国际MBA课程, 以及面向企业和政府经济管理部门高级管理人员的EMBA课程。

### 第三阶段学习
- Sup de Co : 以培养未来企业管理者为目标，属于大学校项目，至少具备Bac+2学历的学生可以通过联考被录取。
- 专业硕士 : 专业化的管理教育(国际工业管理，金融分析，服务管理，物流管理或商业咨询).
- 博士项目 : 兰斯管理学院－里尔企业行政管理学院联合办学

### 第二阶段学习
- Tema : Bac+5的课程。此项目结合技术和管理，在5年内培养出技术环境下的管理技巧。Tema和德国、阿根廷、西班牙、中国、印度、奥地利和美国的交换学校有6至8个月的交流项目。此外最后1年还和巴黎中央理工学院有交流项目。
- CESEM : Bac+4的课程，致力于国际管理的课程，包括2年在国外（德国、阿根廷、西班牙、美国、墨西哥、爱尔兰、荷兰、澳大利亚、中国和意大利）的学习
- Sup'TG : Bac+3的课程，第3年可以选择半工半读。